# Монастырь Святого Илии
Монасты́рь Илии́ Проро́ка (Дейр-Мар-Илья́с, араб. دير مار الياس‎) — монастырь близ Мосула, в мухафазе Найнава, на севере Ирака. Основан в 595 году. Являлся древнейшим христианским монастырём в Ираке. Принадлежал Халдейской католической церкви, ветви Церкви Востока. Полностью разрушен «Исламским государством» во время оккупации Мосула в 2014—2017 гг.
Монастырь был основан ассирийским монахом Илией в 595 году.
В 1743 году войска Надир-шаха перебили всех монахов (около 30 человек) и монастырь был закрыт.
Являлся местом паломничества ассирийских христиан. День памяти основателя монастыря отмечался в последнюю среду ноября.
Во время Первой мировой войны использовался для размещения беженцев.
Близ руин монастыря находилась база Республиканской гвардии Ирака, существовавшей в 1980—2003 годах. Монастырь был значительно разрушен во время вторжения США и их союзников в Ирак в 2003 году. Базу у монастыря после вторжения заняла 101-я десантно-штурмовая дивизия до начала 2004 года.
10 июня 2014 года Мосул был захвачен «Исламским государством». В январе 2016 года СМИ сообщили, что монастырь разрушен до основания «Исламским государством».